# مجمع جهانی بیداری اسلامی

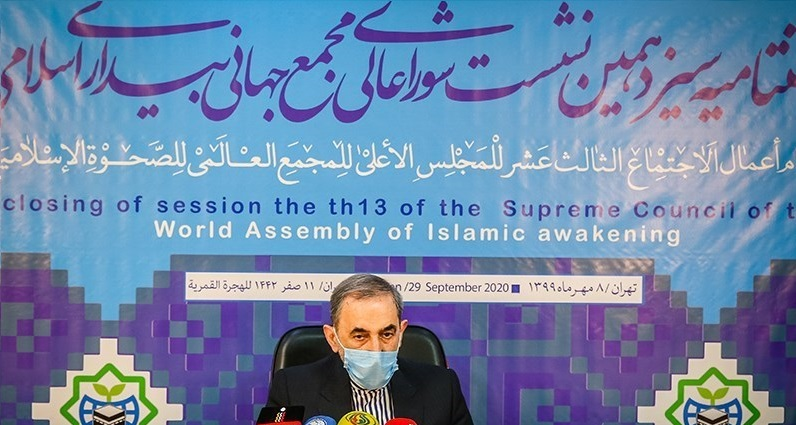
اجلاس شورای عالی مجمع جهانی بیداری اسلامی

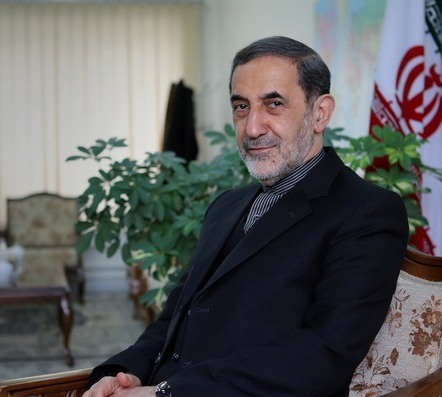
علی‌اکبر ولایتی دبیرکل «مجمع جهانی بیداری اسلامی»

مجمع جهانی بیداری اسلامی (به عربی: «المجمع العالمی للصحوة الإسلامیة») مجمعی است که پس از جنبش موسوم به بهار عربی در کشورهای عرب خاورمیانه و شمال آفریقا و با هدف «تضمین استمرار و توسعهٔ جنبش بیداری اسلامی از طریق افزایش ارتباطات و تعامل و انتقال تجربه‌ها» تشکیل گردید و دبیرخانهٔ دائم این مجمع در تهران قرار دارد. این مجمع در سال ۱۳۹۰ شروع به کار کرد. علی اکبر ولایتی، مشاور امور بین‌المللِ رهبر جمهوری اسلامی ایران، دبیرکل «مجمع جهانی بیداری اسلامی» است.
«مجمع جهانی بیداری اسلامی» --بر اساس تارنمای آن-- با هدف «ممانعت از انحراف تحولات منطقه‌ای از مسیر خود» و «وحدت امت اسلامی و تقریب بین مذاهب»، و همچنین «شفاف‌سازی و اطلاع‌رسانی و مقابله با جریان‌های ضد اسلامی که به دنبال به چالش کشاندن بیداری اسلامی می‌باشند»، به صورت همزمان با شروع موج بهار عربی، در تهران تشکیل گردید. مجمع جهانی بیداری اسلامی دارای چهل عضو می‌باشد.

## نخستین اجلاس
اولین اجلاس بین‌المللی بیداری اسلامی در روزهای هجدهم و نوزدهم شوال ۱۴۳۲ هجری قمری (۲۶–۲۷ شهریور۱۳۹۰ هجری شمسی) با شرکت حدود ۷۰۰ نفر از اندیشمندان، رهبران مقاومت اسلامی، شخصیت‌ها و فعالان سیاسی و رسانه ای و احزاب و تشکل‌های اسلامی از کشورهای مختلف در تهران تشکیل گردید.